# 98e régiment d'infanterie territoriale
Pour les articles homonymes, voir 98e régiment.
Le 98e régiment d'infanterie territoriale est un régiment d'infanterie de l'armée de terre française qui a participé à la Première Guerre mondiale.

## Création et différentes dénominations
Le régiment reçoit son numéro par décret du 19 mars 1875, en prévision de la mobilisation.

## Historique des garnisons, combats et batailles du98eRIT

### Première Guerre mondiale

#### 1914
- Besançon
- construction de défenses (Abatis et barbelés) au nord de la ville? vers Marchaux
- Toul
- Construction de fortins à Villiers le sec.

#### 1916
Il a participé au combat de Douaumont en février 1916

## Drapeau
Il porte, cousues en lettres d'or dans ses plis, les inscriptions suivantes :
- Verdun 1916

## Personnages célèbres ayant servi au98eRIT
Régis de Fraix de Figon qui a laissé un livre de "souvenirs de guerre" très précis